# 금산인삼고을도서관
금산인삼고을도서관은 충청남도 금산군에 있는 도서관이다.

## 연혁
- 2005년 5월 21일 실시설계 용역 착수
- 2005년 11월 25일 착공
- 2006년 10월 20일 준공
- 2006년 12월 29일 금산군 도서관 설치 및 운영 조례 공포
- 2007년 3월 2일 개관
- 2007년 5월 11일 개관시간 연장
- 2007년 11월 개관시간 연장사업 야간 프로그램 운영 최우수 장관상 수상

## 이용 안내
이용 시간
- 자유열람실 평일 09:00 ~ 23:00 / 토,일요일 09:00 ~ 21:00
- 자료실: 평일 09:00 ~ 22:00 / 토,일요일 09:00 ~ 18:00
- 전자정보자료실, 원문검색실, 정기간행물실: 매일 09:00 ~ 18:00

휴관일
- 매주 월요일
- 국경일 및 임시공휴일(추석, 설, 선거일 등)
- 특별한 사유로 군수가 지정하는 날